# Eigenmannia trilineata
Eigenmannia trilineata är en fiskart som beskrevs av López och Castello, 1966. Eigenmannia trilineata ingår i släktet Eigenmannia och familjen Sternopygidae. Inga underarter finns listade i Catalogue of Life.